# Ron Browz
Ron Browz, de son vrai nom Rondell Turner, né le 6 décembre 1982 à New York, est un producteur, chanteur, rappeur, et acteur américain. Il est le fondateur du label Ether Boy Records, distribué par Universal Motown.

## Biographie
À la fin de 2008, Ron Browz se lance dans son premier album solo, Etherboy, après avoir signé au label Universal Motown. Le premier single s'intitule Pop Champagne, une collaboration avec le rappeur de Harlem Jim Jones en featuring avec Juelz Santana. Pop Champagne est inclus dans l'album Pray IV Reign. Il participe également au premier single de Busta Rhymes, Arab Money, extrait de son album Back on My B.S. et au titre Rotate de Capone-N-Noreaga extrait de leur album Channel 10. Browz se popularise également dans la scène pop grâce à son single Gimme 20 Dollars. Mais son album Etherboy ne sera jamais publié et Browz se séparera d'Universal en 2009 à cause de divergences financières,. Le 22 décembre 2009, Browz publie indépendamment un extended play intitulé Timeless.
Le 20 juillet 2010, Browz publie son premier album, Etherlibrium, dans son propre label Ether Boy Records. En 2011, Browz offre à ses fans des chansons gratuites extraites de son futur double album Random/Awkward. Mais à la fin de 2011, Browz ne prévoit pas de publier Random/Awkward dans les mois à venir. Le 17 octobre 2011, Browz publie sa mixtape The Christening,. Le 14 février 2012, Browz publie un extended play intitulé Fly Away. Le 29 août 2012, Browz publie une autre mixtape intitulée Stranded on Lenox,. Browz continuera en tournée internationale pour sa dernière publication Blvck Circus publié le 21 mai 2013. Le 29 janvier 2014, Browz publie la suite de sa mixtape The Christening intitulée The Christening 2,. Le 2 septembre 2014, Browz publie son nouveau single She Don't Like Me.
Browz produit également, au fil de sa carrière, pour des rappeurs connus comme Big L et Nas. Le 23 novembre 2012, Browz publie une mixtape instrumentale intitulée Ron Browz Instrumentals Vol. 1.
En été 2015, Ron Browz annonce ses débuts d'acteur dans le film The Mint, écrit par Samuel C. Morrison, Jr..

## Discographie

### Album studio
- 2010 : Etherlibrium

### EPs
- 2009 : Timeless EP
- 2012 : Fly Away

### Mixtapes
- 2006 : Browz Through This
- 2011 : The Christening
- 2012 : Stranded on Lenox
- 2012 : Ron Browz Instrumentals Vol. 1

### Compilation
- 2008 : Ron Browz Presents the Wonder Years